# Deadwood (South Dakota)
Deadwood is de hoofdplaats van Lawrence County, in de Black Hills in het westen van South Dakota. De stad is vernoemd naar de dode bomen die door de eerste kolonisten ter plaatse werden gevonden. Deadwood telde in 2000 1380 inwoners, maar aan het einde van de 19e eeuw woonde er hier een veelvoud van. De plaats heeft een roemruchte geschiedenis als goudzoekersplaats (Goldrush van de Black Hills) in het Wilde Westen, onder meer te zien in de serie Deadwood.

## Geschiedenis

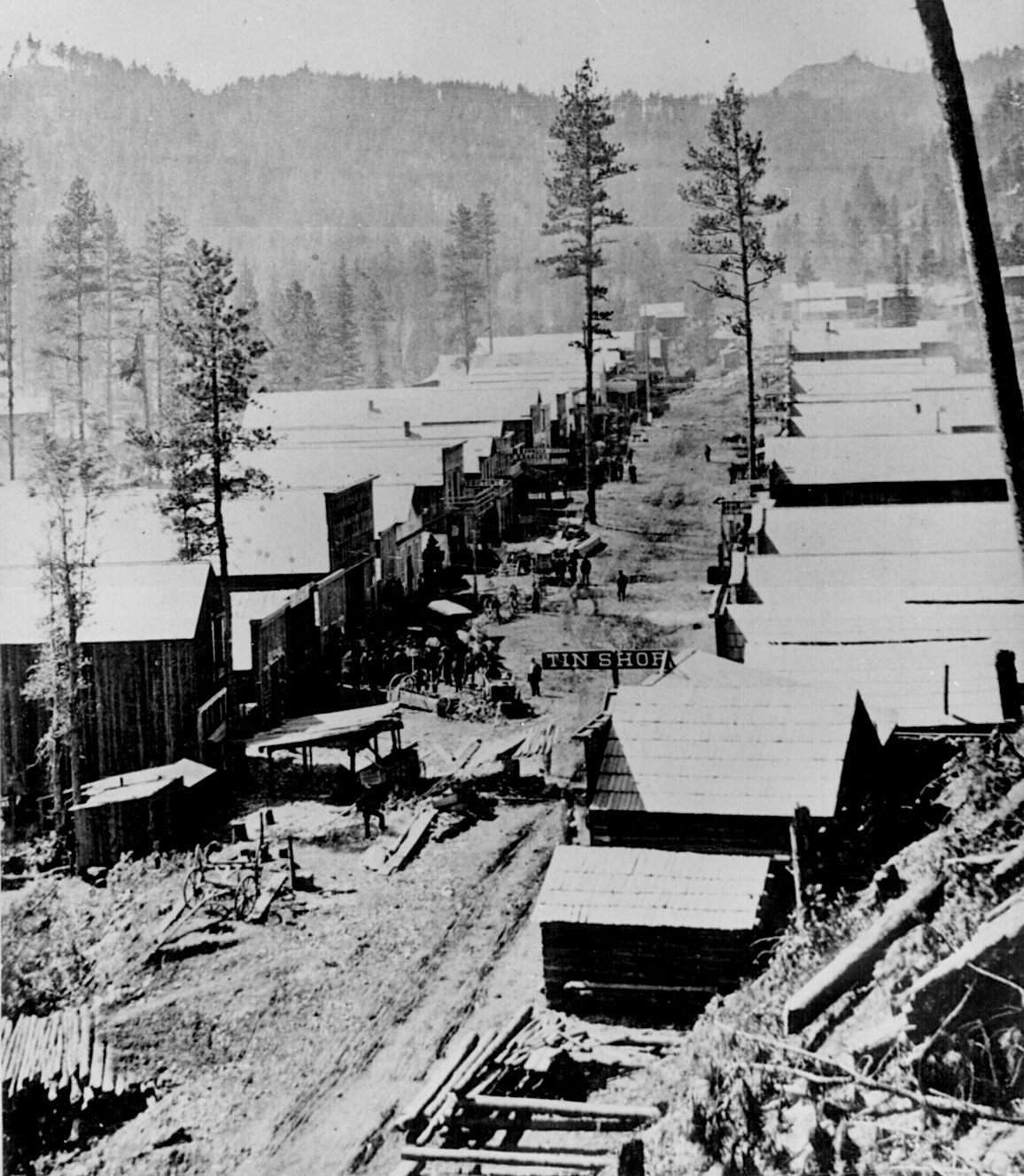
Main Street
(1876), S. J. Morrow

Hoewel het Verdrag van Fort Laramie van 1868 de Black Hills aan de Lakota-indianen toekende, ging George Armstrong Custer er in 1874 heen op expeditie, vond er goud en maakte dat aan de wereld bekend. Dit leidde ertoe dat er een goldrush op gang kwam en het wetteloze kamp Deadwood gesticht werd. Deadwood telde al snel zo'n vijfduizend inwoners.
In 1876 leidde Charlie Utter een karavaan naar Deadwood met allerlei noodzakelijke mensen en materialen voor de goudzoekers. Op 4 juli van dat jaar werd er de eerste nationale feestdag gevierd met een rodeo, die werd gewonnen door de voormalige slaaf Nat Love uit Tennessee, die daarmee een glanzende carrière van vijftien jaar begon.
Het uitbaten van cafés, hotels, gokgelegenheden en bordelen (vaak met elkaar gecombineerd) was een winstgevende aangelegenheid. Beroemde etablissementen waren de Bella Union Saloon en het Gem Variety Theater, van respectievelijk Tom Miller en Al Swearengen. Swearengen, bekend vanwege zijn wreedheid en politiek instinct, controleerde ook de opiumhandel in de streek. Nadat The Gem op 26 september 1879 afbrandde werd deze herbouwd, maar een nieuwe vernietiging door brand in 1899 zorgde ervoor dat Swearengen de stad verliet. Bij de brand van 1879 werd overigens het grootste deel van de plaats vernietigd.
Deadwood is bekend vanwege de moord op Wild Bill Hickok in 1876. Hickok ligt nog steeds in Deadwood begraven, evenals Calamity Jane en Seth Bullock. Deze personen worden tegenwoordig gezien als symbolen van het Wilde Westen. Deadwood zelf was destijds een wetteloze plaats in het Dakota-territorium; moorden waren aan de orde van de dag en bestraffing verliep vaak niet eerlijk.
Toen de economie veranderde van goudjacht naar mijnbouw (onder meer in de grote Homestake Mine van Hearst, Haggin, Tevis and Co. in het naburige Lead), verdween het ruige karakter van de plaats. Dit karakter was ook al verzacht doordat na de brand van 1879 velen de stad verlieten. Deadwood werd, profiterend van de mijnbouw, een welvarende stad en kreeg een impuls na de aanleg van de inmiddels opgeruimde Deadwood Central Railroad in 1888.
Tegenwoordig is het toerisme een belangrijke inkomstenbron.

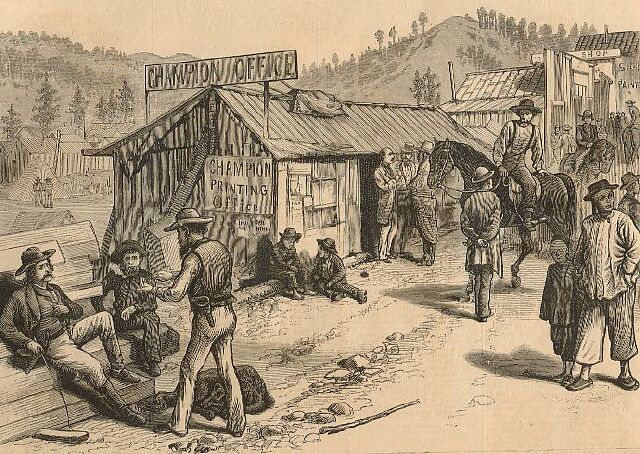
Een zondag in Deadwood
(1877), tekening uit Frank Leslie's Illustrated Newspaper

## Plaatsen in de nabije omgeving
De onderstaande figuur toont nabijgelegen plaatsen in een straal van 20 km rond Deadwood.

## Toerisme
In de zomer kan men gebruikmaken van verschillende routes voor bergwandelen, mountainbiken en paardrijden in de Black Hills. De George S. Mickelson Trail start in Deadwood en loopt door de Black Hills naar Edgemont. Men kan vissen en zwemmen in verschillende kunstmatige meren, waaronder Sheridan Lake. Ten noorden van Deadwood ligt Spearfish Canyon, waar men rotsen kan beklimmen.
In de winter kan men gebruikmaken van twee skigebieden bij Lead, Terry Peak en Deer Mountain.
Veel toeristen die naar Deadwood komen doen dat om de sfeer van de goudkoorts te proeven. In Nuttal & Mann's is een museum over deze periode ingericht. Op Mount Moriah Cemetery liggen veel bekende personen uit het Wilde Westen begraven. Onder hen Wild Bill Hickok, Calamity Jane en Seth Bullock.

## Bekende inwoners van Deadwood

### Geboren
- Dorothy Provine (1935-2010), zangeres en actrice

### Overleden
- Wild Bill Hickok (1837-1876), sheriff, verkenner en pokerspeler
- Seth Bullock (1849-1919), sheriff

### Begraven
- Calamity Jane (1852-1903), verkenner